# Regan Russell
Regan Russell (* 6. April 1955 in Hamilton, Ontario, Kanada; † 19. Juni 2020 in Burlington, Ontario, Kanada) war eine kanadische Tierrechtsaktivistin.

## Leben
Russell begann im Alter von 24 Jahren, sich für die Rechte von Tieren einzusetzen, und später auch für Black Lives Matter und Frauenrechte.
Am 19. Juni 2020 nahm Russell mit sechs weiteren Mitgliedern von Toronto Pig Save, einem Ableger der Tierrechtsorganisation Animal Save Movement, an einer Demonstration vor dem Schweineschlachthof Fearman’s Pork Inc. in Burlington teil. Die Demonstration, bei der die Aktivisten schlachtreifen Schweinen im Anhänger eines Tiertransporters Wasser gaben, fand am Tag nach der Verabschiedung von Ontario Bill 156 statt, einem Gesetz, das Aktivisten verbietet, Tiertransporte zu stören. Anita Krajnc, die Gründerin der Organisation, gegen die nach einem Vorfall am selben Schlachthof im Jahr 2015 strafrechtlich ermittelt wurde, sagte, Russell habe versucht, dem Transporter auszuweichen, als dieser sie überfuhr und tötete, als er nach der Demonstration in die Einfahrt einbog. Nach einer Untersuchung wurde der Fahrer wegen des Verstoßes gegen die Straßenverkehrsordnung (Highway Traffic Act) wegen fahrlässiger Tötung angeklagt, wobei die Behörden feststellten, dass es keinen Hinweis auf eine Absicht oder ein Verbrechen in seinem Handeln gab. Russell war dreimal verheiratet.

## Nachwirken
In Kalifornien nahm der Schauspieler und Tierrechtsaktivist Joaquin Phoenix an einer Gedenkdemonstration für Russell teil.
Die Animal Save-Bewegung kritisierte die Anklage gegen den Fahrer des Tiertransporters, der Russell getötet hatte. In der Woche nach dem Unfall hielten Tierrechtsaktivisten in London Die-ins ab, um gegen Ontario Bill 156 zu protestieren, indem sie sich vor der kanadischen Botschaft anketteten. Am 1. Juli wurde ein Sit-in vor einem Schlachthof in Atena Lucana in Erinnerung an Russell abgehalten. Am 30. Juli unterbrachen Gegendemonstranten eine Demonstration zum Tränken von Schweinen vor dem Schlachthof von Fearman’s Pork Inc., versuchten, die Aktivisten daran zu hindern, den Schweinen Wasser zu geben, und hielten Schilder mit abfälligen Verweisen auf Russell.
Im September 2020 zeichnete die kanadische Tierschutzorganisation Hamilton/Burlington SPCA Russell posthum mit dem Dr. Jean Rumny Award für den Einsatz für Tiere aus. REGAN RUSSELL - Killed For Compassion, ein Kurzfilm über Russell unter der Regie von Varun Virlan, wurde auf dem International Vegan Film Festival 2020 gezeigt. Im November 2020 veröffentlichte Shaun Monson, Regisseur von Earthlings, einen Dokumentarfilm über Russell und Ontario Bill 156 mit dem Titel There Was a Killing.